# Forrest Towns
Forrest Grady "Spec" Towns, född 6 februari 1914, död 4 april 1991, var en amerikansk friidrottare. Han var OS stora mästare 1936 i 110 m häck, där han slog världsrekordet tre gånger.
Han föddes i Fitzgerald, Georgia, fast bodde under sin uppväxt i Augusta, Georgia, där han spelade amerikansk fotboll på high school på Richmond Academy. 1933 fick han ett fotbollsstipendium på University of Georgia efter att en sportjournalist upptäckt honom.
Han vann NCAA och AAU titlar på 110 m häck 1935. 